# Asian Open Trophy
Asian Open Trophy – międzynarodowe zawody w łyżwiarstwie figurowym seniorów, juniorów i junirów młodszych (kat. Novice) rozgrywane w krajach azjatyckich od 2007 roku. Od sezonu 2018/2019 wchodzą w cykl zawodów Challenger Series organizowanych przez Międzynarodową Unię Łyżwiarską. W ich trakcie rozgrywane są zawody w konkurencji solistów i solistek, par sportowych i tanecznych, choć nie zawsze wszystkie rozgrywane konkurencje zaliczane są do CS z powodu zbyt małej liczby zawodników.

## Medaliści w kategorii seniorów
CS: Challenger Series

### Soliści
| Rok                                        | Miasto   | Złoto                      | Srebro             | Brąz               | Źr.    |
| ------------------------------------------ | -------- | -------------------------- | ------------------ | ------------------ | ------ |
| 2007                                       | Tajpej   | Henry Lu Shih-hao          | Romklao Sopa       | Anup Kumar Yama    | [ 1 ]  |
| 2008                                       | Hongkong | Ri Song-chol               | Abzał Rakimgalijew | Kim Min-seok       | [ 2 ]  |
| Zawody nie odbyły się w 2009 roku          |          |                            |                    |                    |        |
| 2010                                       | Bangkok  | Akio Sasaki                | Tien Hung-wen      | Karn Luanpreda     | [ 3 ]  |
| 2011                                       | Dongguan | Yan Han                    | Misza Ge           | Guan Yuhang        | [ 4 ]  |
| 2012                                       | Tajpej   | Chiu Ting Ronald Lam       | Kim Min-seok       | Lee June-hyoung    | [ 5 ]  |
| 2013                                       | Bangkok  | Tatsuki Machida            | Misza Ge           | Lee June-hyoung    | [ 6 ]  |
| 2014                                       | Tajpej   | Shoma Uno                  | Kim Jin-seo        | Lee June-hyoung    | [ 7 ]  |
| 2015                                       | Bangkok  | Michael Christian Martinez | Keiji Tanaka       | Hiroaki Sato       |        |
| 2016                                       | Manila   | Keiji Tanaka               | Kim Jin-seo        | Julian Zhi Jie Yee | [ 8 ]  |
| 2017                                       | Hongkong | Keiji Tanaka               | Ryūju Hino         | An Geon-hyeong     | [ 9 ]  |
| 2018 CS                                    | Bangkok  | Sōta Yamamoto              | Tsao Chih-I        | Byun Se-jong       | [ 10 ] |
| 2019 CS                                    | Dongguan | Daniel Grassl              | Andrew Torgashev   | Ryan Dunk          | [ 11 ] |
| Zawody odwołano z powodu pandemii COVID-19 |          |                            |                    |                    |        |
| 2021                                       | Pekin    | Yuma Kagiyama              | Shun Satō          | Jin Boyang         |        |
| 2022                                       | Dżakarta | Chen Yudong                | Yuen Lap Kan       | Douglas Gerber     |        |

### Solistki
| Rok                                        | Miasto   | Złoto                    | Srebro         | Brąz               | Źr.    |
| ------------------------------------------ | -------- | ------------------------ | -------------- | ------------------ | ------ |
| 2007                                       | Tajpej   | Kim Soo-jin              | Kim Na-young   | Tamami Ono         | [ 12 ] |
| 2008                                       | Hongkong | Anastasiya Gimazetdinova | Kim Na-young   | Sin Na-hee         | [ 2 ]  |
| Zawody nie odbyły się w 2009 roku          |          |                          |                |                    |        |
| 2010                                       | Bangkok  | Ayane Nakamura           | Sandra Khopon  | Kim Ji-young       | [ 3 ]  |
| 2011                                       | Dongguan | Park Yeon-jun            | Wang Jialei    | Kwak Min-jeong     | [ 13 ] |
| 2012                                       | Tajpej   | Park So-youn             | Cho Kyung-ah   | Lee Tae-yeon       | [ 5 ]  |
| 2013                                       | Bangkok  | Satoko Miyahara          | Zhang Kexin    | Melissa Bulanhagui | [ 14 ] |
| 2014                                       | Tajpej   | Rika Hongo               | Riona Katō     | Park So-youn       | [ 15 ] |
| 2015                                       | Bangkok  | Mai Mihara               | Riona Katō     | Kaori Sakamoto     |        |
| 2016                                       | Manila   | Yura Matsuda             | Choi Da-bin    | Amy Lin            | [ 16 ] |
| 2017                                       | Hongkong | Kaori Sakamoto           | Yuna Shiraiwa  | Kailani Craine     | [ 17 ] |
| 2018 CS                                    | Bangkok  | Lim Eun-soo              | Yuna Shiraiwa  | Mako Yamashita     | [ 18 ] |
| 2019 CS                                    | Dongguan | Lim Eun-soo              | Kim Ha-nul     | Gabriella Izzo     | [ 19 ] |
| Zawody odwołano z powodu pandemii COVID-19 |          |                          |                |                    |        |
| 2021                                       | Pekin    | Mai Mihara               | Kaori Sakamoto | Joanna So          |        |
| 2022                                       | Dżakarta | Sofia Frank              | Joanna So      | Ting Tzu-Han       |        |

### Pary sportowe
| Rok                                                  | Miasto   | Złoto                          | Srebro                      | Brąz                           | Źr.    |
| ---------------------------------------------------- | -------- | ------------------------------ | --------------------------- | ------------------------------ | ------ |
| Konkurencja nie została rozegrana w 2007 roku        |          |                                |                             |                                |        |
| 2008                                                 | Hongkong | Sung Mi-hyang / Jong Yong-hyok | Rie Aoi / Wen Xiong Guo     | Ri Ji-hyang / Thae Won-hyok    | [ 2 ]  |
| Zawody nie odbyły się w 2009 roku                    |          |                                |                             |                                |        |
| Konkurencja nie została rozegrana w latach 2010–2015 |          |                                |                             |                                |        |
| 2016                                                 | Manila   | Ryom Tae-ok / Kim Ju-sik       | Pak So-hyang / Song Nam-i   | Miu Suzaki / Ryuichi Kihara    | [ 20 ] |
| 2017                                                 | Hongkong | Kim Su-yeon / Kim Hyung-tae    | Miu Suzaki / Ryuichi Kihara | Narumi Takahashi / Ryo Shibata | [ 21 ] |
| 2018                                                 | Bangkok  | Peng Cheng / Jin Yang          | Ryom Tae-ok / Kim Ju-sik    | brak zawodników                | [ 22 ] |
| Konkurencja nie została rozegrana w 2019 roku        |          |                                |                             |                                |        |
| Zawody odwołano z powodu pandemii COVID-19           |          |                                |                             |                                |        |
| 2021                                                 | Pekin    | Sui Wenjing / Han Cong         | Peng Cheng / Jin Yang       | Wang Yuchen / Huang Yihang     |        |
| Konkurencja nie została rozegrana w 2022 roku        |          |                                |                             |                                |        |

### Pary taneczne
| Rok                                                  | Miasto   | Złoto                                    | Srebro                           | Brąz                                | Źr.    |
| ---------------------------------------------------- | -------- | ---------------------------------------- | -------------------------------- | ----------------------------------- | ------ |
| Konkurencja nie została rozegrana w latach 2007–2017 |          |                                          |                                  |                                     |        |
| 2018 CS                                              | Bangkok  | Wang Shiyue / Liu Xinyu                  | Rachel Parsons / Michael Parsons | Misato Komatsubara / Timothy Koleto | [ 23 ] |
| 2019 CS                                              | Dongguan | Christina Carreira / Anthony Ponomarenko | Ksienija Konkina / Pawieł Drozd  | Marija Kazakowa / Gieorgij Riewija  | [ 24 ] |
| Zawody odwołano z powodu pandemii COVID-19           |          |                                          |                                  |                                     |        |
| 2021                                                 | Pekin    | Wang Shiyue / Liu Xinyu                  | Chen Hong / Sun Zhuoming         | brak zawodników                     |        |
| Konkurencja nie została rozegrana w 2022 roku        |          |                                          |                                  |                                     |        |